# 楠蒂科克 (賓夕法尼亞州)

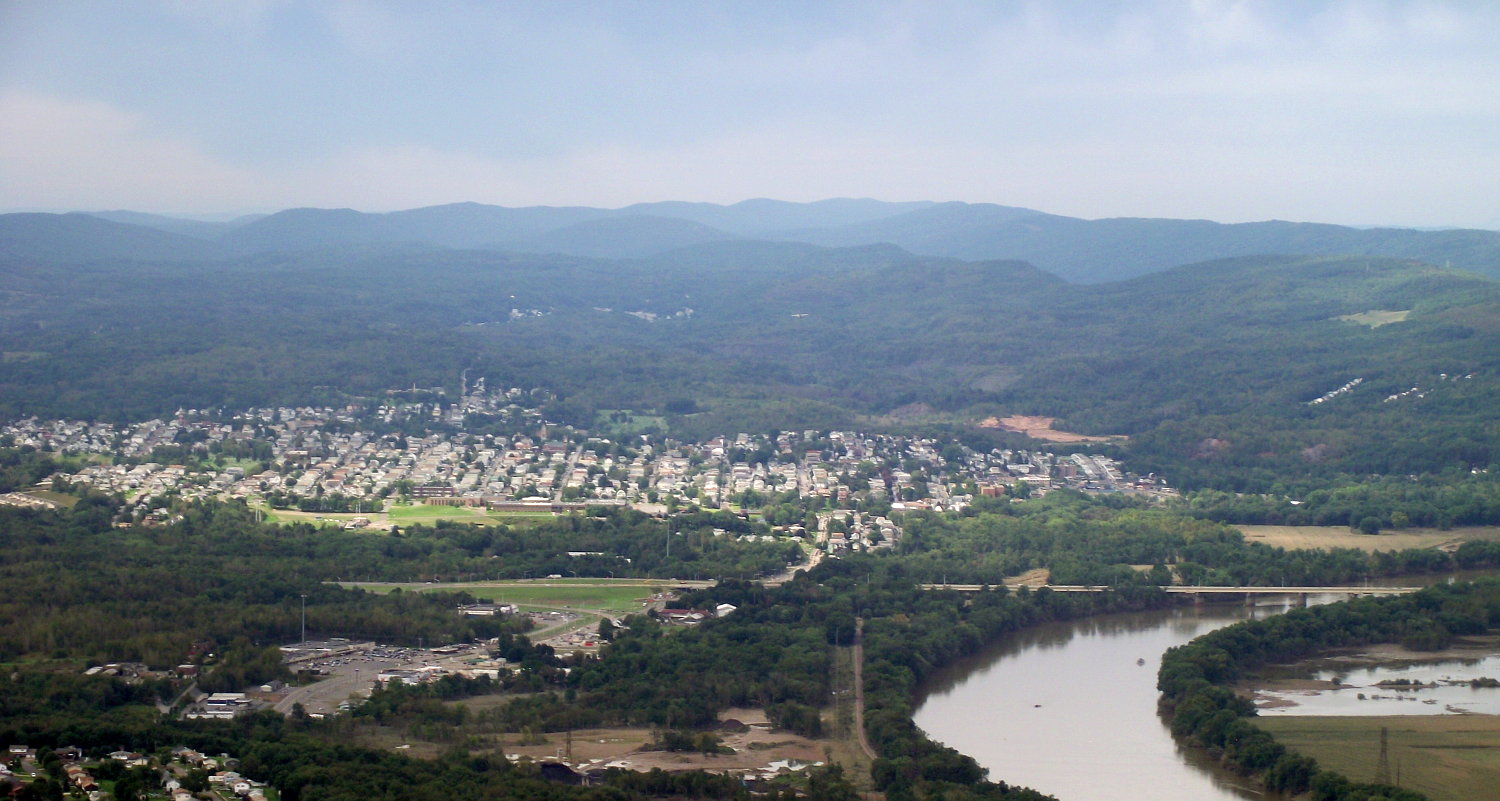
楠蒂科克

楠蒂科克（Nanticoke）是位於美國賓夕法尼亞州盧澤恩縣的一座城市，2020年有人口10,628人。名稱來自於楠蒂科克人，一個北美原住民部落。